# Duracell
Duracell Inc. es una marca a nivel mundial en producir pilas y linternas. Duracell perteneció a la compañía Procter & Gamble desde 2005 (cuando ésta compró Gillette) hasta noviembre de 2014, luego de que P&G vendiera la división Duracell a Berkshire Hathaway, la firma inversora propiedad de Warren Buffett por 6.400 millones de dólares. La sede de esta empresa se encuentra en Bethel, Connecticut.

## Productos

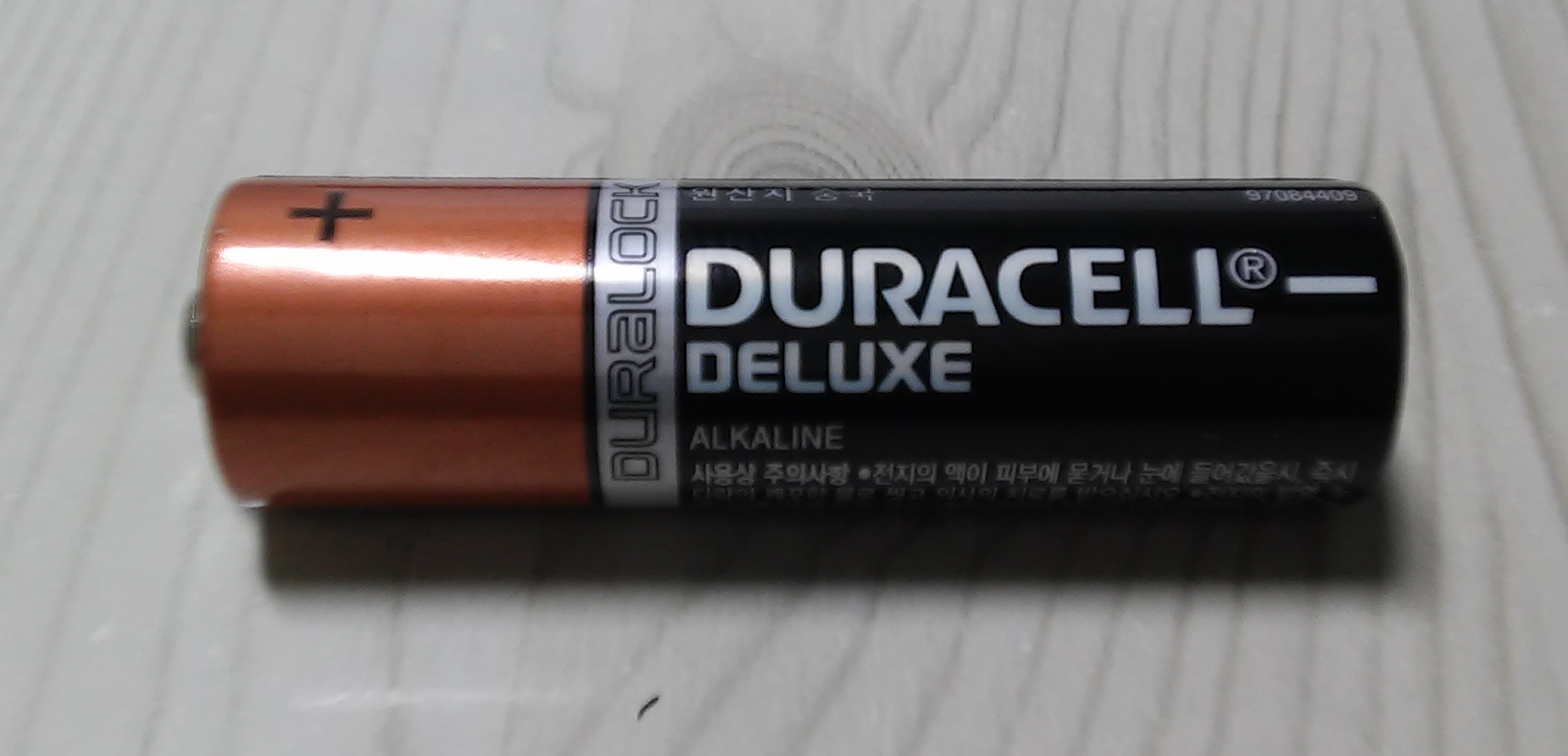
Una batería de Duracell.

Duracell es una fábrica que produce baterías alcalinas en muchos tamaños comunes, tales como AAA, AA, C, D y 9V. También fabrica las de tamaños menos utilizados como AAAA (principalmente para buscapersonas, linternas y los medidores de glucosa en la sangre) y pilas de tamaño J (dispositivos para el hospital).  También están fabricados con una serie de "botón" uso de baterías de zinc-química del aire, utilizados en las calculadoras, la audición, y otros pequeños (dispositivos médicos relacionados en su mayoría). Duracell empezó a vender los productos Dane-Elec, como la memoria flash en 2008. 
Duracell también fabrica baterías especiales, incluyendo las baterías NiMH recargables y pilas para cámaras, relojes, audífonos, etc Sus dos principales marcas de baterías son "Coppertop", comercializado como una larga duración, y "Ultra", dirigida principalmente a los usuarios de dispositivos digitales y los dispositivos que necesitan más potencia. Duracell también tiene una línea de baterías de litio, la química y los productos, ahora fabricados fuera de los EE. UU. 
En los últimos años, las innovaciones de Duracell se amplió para incluir nuevos diseños de baterías con sus pilas prismáticas, que son prismáticos en lugar de en forma cilíndrica. Células prismáticas se pusieron a disposición en alcalinas y de diseños de litio. En 2006, Duracell presentó "Power PixTM baterías con la tecnología NiOx, diseñado para suministrar una vida más larga en las cámaras digitales y otros dispositivos de alto consumo por hasta dos veces el número de fotos que puede conseguirse típicamente con pilas alcalinas. 
Las pilas Duracell también son envasados a granel para los usuarios finales bajo la marca Procell.
Duracell produce pilas alcalinas en la mayoría de los tamaños, tales como AAA, AA, C, D y 9V. También produce pilas especiales como las de NiMH, pilas recargables o pilas para cámaras fotográficas, relojes, etc. Las dos líneas principales de Duracell son Coppertop, con una larga duración, y Ultra, dirigida principalmente a los usuarios de dispositivos que requieran mayor potencia como, por ejemplo, los dispositivos digitales.
Duracell introdujo la mayoría de los formatos en las pilas de consumo habitual, incluyendo AA en 1960 y AAA en 1962.
La empresa se fusionó con Gillette en 1996. En 2005, Duracell pasó a formar parte de Procter & Gamble cuando ésta adquirió Gillete. Fue patrocinador oficial del Mundial de Fútbol 2006.
El principal competidor de Duracell es Energizer.

## Conejo de Duracell
El conejo de Duracell es el principal símbolo de la marca fuera de Norteamérica, y consiste en un conejo de color rosa. El símbolo surgió a raíz de un anuncio para televisión, realizado en los años '80, en el que aparecían varios conejos de juguete tocando tambores insistentemente, con el añadido de que mientras los conejos con pilas de la competencia se apagaban, el único que seguía tocando el tambor era el conejo con la pila de Duracell. El éxito de la campaña provocó que Duracell utilizara el conejo rosa como mascota para otras campañas posteriores y le diera una identidad a la marca, siendo usada hasta hoy. En España se acuñó el eslogan "Y duran, y duran..."
En Norteamérica la marca Energizer aprovechó para lanzar en 1989 el Conejo de Energizer, con un cierto parecido al de Duracell, y que impedía que la campaña de Duracell fuese a nivel mundial debido a que no pudieron renovar la patente del conejo en Estados Unidos, al haberlo hecho antes su competidora.

## Historia
Durante los años 1950, Kodak introduce cámaras con flash integrado: el diseño requería un nuevo diseño de pilas y las AAA fueron creadas.